# Саут-Нортгемптоншир
Саут-Нортгемптоншир (англ. South Northamptonshire) — неметрополитенский район (англ. Non-metropolitan district) в графстве Нортгемптоншир (Англия). Административный центр — город Таустер.

## География
Район расположен в юго-западной части графства Нортгемптоншир, граничит с графствами Уорикшир, Оксфордшир и Бакингемшир.

## Состав
В состав района входит 2 города: 
- Бракли
- Таустер

и 72 общин (англ. Civil parish).